# جون هنري هولاند
جون هنري هولاند (بالإنجليزية: John Henry Holland) (مواليد 2 فبراير 1929 في إنديانا - 9 أغسطس 2015 في آن آربر)، هو عالِم نفس أمريكي، وبروفسور في الهندسة الكهربائية وعلم الحاسوب في جامعة ميشيغان. وكان رائداً في ما أصبح يُعرف باسم الخوارزميات الجينية.

## روابط خارجية
- جون هنري هولاند على موقع الموسوعة البريطانية (الإنجليزية)